# 鮑伊 (亞利桑那州)
鮑伊（英語：Bowie）是位於美國亞利桑那州科奇斯縣的一個人口普查指定地區。根據2010年美國人口普查，該地人口為449人，而該地的面積約為4.40平方千米。
鮑伊是《第一滴血》系列主角約翰·藍波的家鄉。

## 地理
鮑伊的座標為32°19′35″N 109°29′13″W / 32.32639°N 109.48694°W，而該地最高點為海拔高度1142米（即3747英尺）。